# Tianducheng
Tianducheng je čtvrť ve městě Chang-čou v Číně. Její výstavba začala kolem roku 2007 a jejím ústředním rysem je 108 metrů vysoká kopie Eiffelovy věže. Na ploše 31 km² se nachází také kopie dalších pařížských budov. Čtvrť je údajně schopna ubytovat až deset tisíc lidí, ale v roce 2013 zde údajně žilo pouhých 2000 lidí. V roce 2017 bylo oznámeno, že počet obyvatel vzrostl na 30 000. V roce 2021 by zde měla být otevřena stanice metra.[potřebuje aktualizovat]